# Reginleif
Reginleif (altnordisch Tochter der Götter) ist in der nordischen Mythologie eine der 13 in der Grimnismál (Str. 30) genannten Walküren. Hier ist sie eine derer, die den Einherjern Bier bringen.